# Іскра Наталія Степанівна
Ната́лія Степа́нівна І́скра (1844 — після 1912) — українська концертно-камерна співачка (сопрано).

## З життєпису
Народилася в селі Оране (нині Іванківський район). Батьки — Степан Григорович та Катерина Петрівна (до шлюбу Волошинова) Іскри, росла з братом Іваном та сестрою Марією.
Приватно здобула вокальну освіту здобула приватно. Дебютувала в концерті Київського відділення Російського музичного товариства 1864 року.
В 1870—1873 роках брала участь у концертах Миколи Лисенка в Києві — виступала разом з симфонічними оркестрами під керівництвом Іполита Альтані та Василя Вілінського.
Протягом десяти років брала участь у благодійних концертах — з Владиславом Алоїзом, Вацлавом Суком, Отакаром Шевчиком.
Від кінця 1870-х років співала у хорі київського Університету св. Володимира.
Наталія Іскра володіла голосом красивого тембру широкого діапазону — рівним в усіх регістрах. Виконувала твори Миколи Лисенка, Чеслава Заремби, Антона Коціпінського, арії з опер, українські народні пісні.
Чоловік — Романович-Славатинський Олександр Васильович, виростили сина Сергія.